# Răzvan Martin
Răzvan Martin, né le 22 décembre 1991 à Cluj-Napoca est un haltérophile roumain.

## Palmarès

### Jeux olympiques
- 2008 à Pékin
  - 19e en moins de 77 kg.
- 2012 à Londres
  -  Médaille de bronze en moins de 69 kg. Disqualifié[1]

### Championnats d'Europe
- 2013 à Tirana
  -  Médaille de bronze en moins de 77 kg. Disqualifié
- 2012 à Antalya
  -  Médaille d'or en moins de 77 kg.
- 2011 à Kazan
  -  Médaille d'argent en moins de 77 kg.